# Rote Moschee (Damaskus)
Die Rote Moschee (arabisch الجامع الأحمر, DMG al-Ǧāmiʿ al-Aḥmar) ist eine Moschee in der syrischen Hauptstadt Damaskus, die 1981 am Standort einer verfallenen Moschee aus dem 12. Jahrhundert und einer noch älteren Synagoge aus der Römerzeit fertiggestellt wurde.

## Standort
Die Rote Moschee befindet sich im Süden des alten jüdischen Viertels von Damaskus an der „Straße der Roten Moschee“ (شارع الجامع الأحمر, DMG Šāriʿ al-Ǧāmiʿ al-Aḥmar) östlich der Straße al-Amin (شارع الأمين, DMG Šāriʿ al-Amīn).

## Geschichte
In der Zeit des Oströmischen Reiches, also vor der islamischen Eroberung von Damaskus 636, stand an der Stelle der heutigen Moschee eine Synagoge.
Die alte Rote Moschee wurde an diesem Standort in der Zeit der Seldschuken im Jahre 1155, nach anderen Angaben unter den Ayyubiden errichtet. Im 15. Jahrhundert wurde sie erneuert. Anfang des 20. Jahrhunderts war die Moschee verfallen und weitgehend abgetragen, als ihre Überreste von Carl Watzinger und Karl Wulzinger dokumentiert wurden. Die Moschee hatte einen dreischiffigen Betsaal mit sieben Arkaden zum Hof hin. An den übrigen drei Seiten des Hofes war jeweils ein Porticus auf Pfeilern mit rechteckigem Querschnitt und nach außen hin jeweils ein Portal. In dieser Zeit erstreckten sich der zentrale und der südwestliche Teil des Judenviertels um die Ruine der Moschee herum. In dieser Gegend des Stadtviertels lebten vor allem ärmere Juden, ehe die Anwesen der Oberschicht in kleinere Einheiten aufgeteilt wurden.
In den Jahren von 1979 bis 1981 wurde auf dem Standort der alten Roten Moschee die heutige moderne Moschee errichtet.

## Architektur
Die Rote Moschee ist von West nach Ost ausgerichtet. Sie hat einen rechteckigen Grundriss und ein Flachdach. In der Mitte des Gebäudes erhebt sich eine Kuppel. An der Nordfassade befindet sich mittig der überdachte Eingang mit einem Kreisbogen und links davon vier Fenster, über denen sich weitere vier Fenster mit Kreisbögen befinden. Rechts vom Eingang gibt es ein weiteres Fenster und daneben einer Tür mit einem weiteren Fenster. An der nordwestlichen Ecke wird diese Fassade durch ein markantes Minarett abgeschlossen.